# Johan Vilhelm Snellman
Johan (Juhana) Vilhelm Snellman (Stoccolma, 12 maggio 1806 – Kirkkonummi, 4 luglio 1881) è stato un politico e filosofo finlandese.
Figlio di un capitano di vascello, nacque in Svezia nel 1806 e, a seguito della conquista russa della Finlandia, vi si trasferì con la famiglia nel 1813. Viene ricordato come una delle persone più influenti per il riconoscimento ufficiale della lingua finlandese in patria, e per l'introduzione della valuta nazionale, il markka.